# نموذج عملية التطبيع
نموذج عملية التطبيع (بالإنجليزية: Normalization process model)‏ هي نظرية تفسر لنا التكنولوجيات الجديدة هي جزء لا يتجزأ في أعمال الرعاية الصحية. و قد تم تطوير هذا النموذج من قبل كارل ر مايو و زملاء العمل، وهي نظرية المستمدة تجريبيا في علم الاجتماع الطبي وعلم تكنولوجيا و المجتمع (STS)، استنادا إلى الأساليب النوعية. وضعت كارل مايو النموذج بعد ظهر كشاهد في مجلس العموم البريطاني لجنة الصحة التحقيق في التقنيات الطبية الحديثة في المستشفيات العامة في عام 2005. وتساءل كيف أصبحت جزءا لا يتجزأ من التكنولوجيات الجديدة بشكل روتيني، وأخذ مقابل منح، في العمل اليومي، نظرا للتنظيم الشركات زيادة وتنظيم الرعاية الصحية. يوضح نموذج التضمين من خلال النظر في العمل الذي يفعله الناس لجعله ممكنا.